# Charlotte Kempenaers-Pocz
Charlotte Kempenaers-Pocz (* 11. September 2004 in Glengowrie, Adelaide, South Australia) ist eine australische Tennisspielerin.

## Karriere
Kempenaers-Pocz begann mit fünf Jahren mit dem Tennisspielen und spielt vor allem auf der ITF Women’s World Tennis Tour, wo sie bislang aber noch keinen Titel gewinnen konnte.
Mit 13 Jahren gewann sie 2017 den Titel der U14 bei den Australischen Meisterschaften sowohl auf Sand als auch im Melbourne Park und erreichte 2018 im selben Wettbewerb das Finale.
2019 trat sie bei den Australian Open sowohl im Juniorinneneinzel, als auch im Australian Open 2019/Juniorinnendoppel mit ihrer Partnerin Taylah Lawless jeweils mit einer Wildcard an, schied aber in beiden Wettbewerben bereits in der ersten Runde aus.
Ihr erstes Turnier auf der WTA Tour spielte sie im Januar 2020, als sie eine Wildcard für die Qualifikation zu den Adelaide International erhielt, einem Premier-Turnier. Sie verlor aber bereits in der ersten Runde der Qualifikation gegen Witalija Djatschenko mit 6:79 und 3:6. Für die Australian Open 2020 erhielt sie abermals sowohl für das Juniorinneneinzel als auch das Juniorinnendoppel eine Wildcard, verlor aber auch in beiden Wettbewerben abermals bereits in der ersten Runde.
2021 erhielt sie eine Wildcard für die Qualifikation zum Dameneinzel der Australian Open, wo sie gegen Wiktorija Tomowa mit 4:6 und 3:6 scheiterte. Für die Yarra Valley Classic 2021 erhielt sie mit ihrer Partnerin Jaimee Fourlis ebenfalls eine Wildcard, scheiterte aber auch in der ersten Runde.